# Agallissus
Agallissus é um gênero de cerambicídeo, com distribuição nos Estados Unidos à Costa Rica.

## Espécies
- Agallissus lepturoides (Chevrolat, 1844)
- Agallissus melaniodes Dalman, 1823